# Souvrství Ulaanoosh

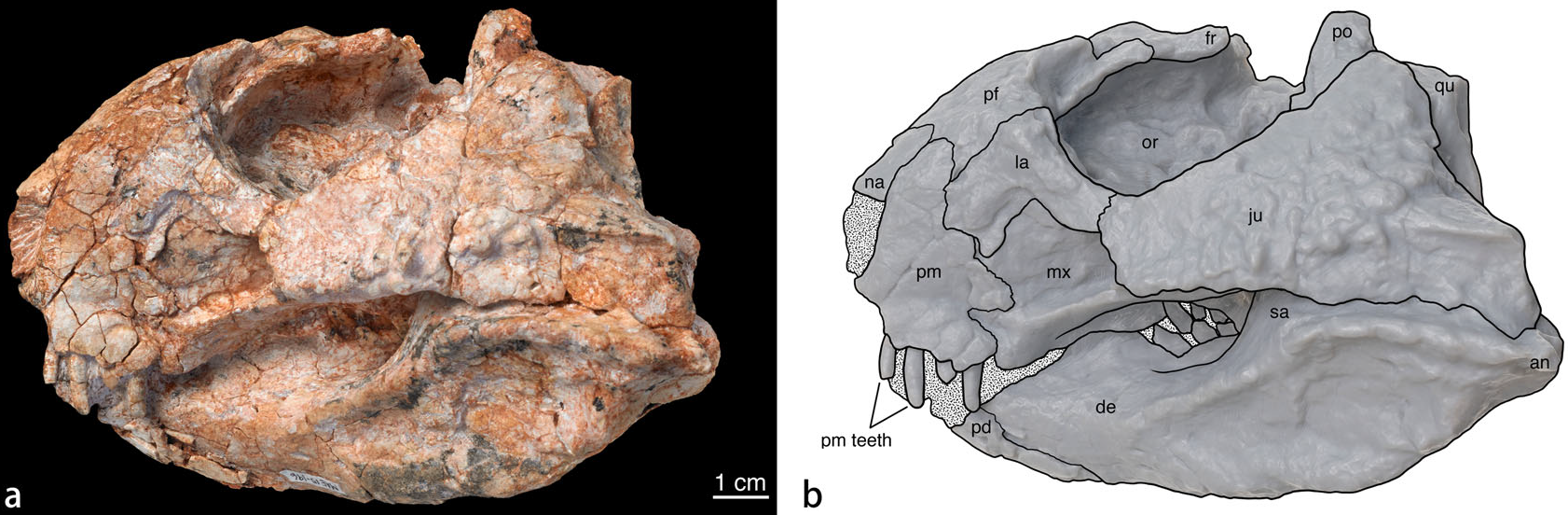
Beg tse - fosilní lebka.

Souvrství Ulaanoosh (či Úlan-oš) je významná druhohorní geologická formace, jejíž sedimentární výchozy se rozkládají na území mongolské pouště Gobi (Jihogobijský ajmag). 

## Význam
Toto dnes již proslulé souvrství je vědecky zkoumáno od 40. let 20. století (kdy zde působily sovětsko-mongolské paleontologické expedice) a byly v něm objeveny fosilie křídových dinosaurů a některých dalších živočichů, například želv. Jediným dosud vědecky popsaným a pojmenovaným druhem dinosaura je ceratops druhu Beg tse.

## Charakteristika
Sedimenty tohoto souvrství pocházejí z geologických věků alb až cenoman a mají stáří asi 113 až 94 milionů let. Z typů hornin převažují pískovce, jílovce a slepence. Objeveny zde byly také fosilizované skořápky dinosauřích vajec (ichnorod Parafaveoloolithus).